# 実証政治理論
実証政治理論（じっしょうせいじりろん、英: Positive political theory）は、政治学における方法論、もしくは理論の一つ。説明的政治理論（英: Explanatory political theory）、フォーマル政治理論（英: Formal political theory）とも言う。
合理的選択理論（英: Rational choice theory）を政治学に応用・発展して誕生した理論であり、政治学における合理的選択理論と同一視される場合もある。すなわち、政治現象をアクターの行為・選択の帰結と捉える方法論的個人主義と、自己の利益・効用を最大化しようとするアクターを想定するアクターの合理性仮定に基づく。実証政治理論はこの二つの点を前提に、政治現象をこのようなアクターの相互作用の総体と看做す合理的選択アプローチをとる。
さらに実証政治理論はアクターの相互作用としての政治現象を分析・説明する際に、フォーマル・セオリー（フォーマル・メソッド）を用いる。人工的な記述言語及び記号を使用してモデルを設定し、そのモデルを駆使して政治現象を演繹的に把握・分析しようとする立場である。このようなフォーマル・セオリーとしては、社会選択理論・ゲーム理論・統計学的分析などが挙げられる。特に社会選択理論は、投票制度をはじめとする制度の記述とそのパフォーマンスの (公理的) 分析のために有用である。ゲーム理論は多くのフォーマル・セオリーの手法のうちでも最もよく使われる道具であり、複数のアクターが存在しそのアクターの行動が互いの行動や利得に影響しあう「戦略的状況」下でのアクターの行為・選択を分析するのに有用である。たとえば投票ルールを分析するために、まず社会選択理論的手法で (選好から帰結への対応として) ルールを記述し、つぎにそのルールのもとでのひとびとの行動をゲーム理論的手法である「均衡」によって予測する、という具合に両者が補完的に用いられることが少なくない。
このように数理的な手法を用いて政治現象を分析することから、実証政治理論は数理分析あるいは数理政治学とよばれる分野にふくめることができ、(合理的選択にこだわる一貫性などの理由で) そのなかでも有力なアプローチとなっている。
以上のような特徴を持つ実証政治理論の創始者は、ウィリアム・ライカーである。因みに実証政治理論と命名したのもやはりライカーであった。ライカーはフォーマル・セオリーを用いた集合的意思決定に関する研究である社会選択理論を政治学に導入するとともに、ゲーム理論を駆使した分析を行った。その嚆矢となる著作がThe Theory of Political Coalitions（1962）である。1950年代には既にダンカン・ブラックやアンソニー・ダウンズらにより合理的選択アプローチが政治学に導入され、政治現象がフォーマル・セオリーによる分析の対象となる前提条件が整備されていた。そこに本格的なフォーマル・セオリーを持ち込んだのがライカーであったといえる。現在では政治過程の分析からアクターと制度の相互作用に関する分析、国際政治への応用まで幅広く実証政治理論による分析が行われている。このように実証政治理論は、現代政治学における最も有力な方法論の一つである。